# 菊沢季麿

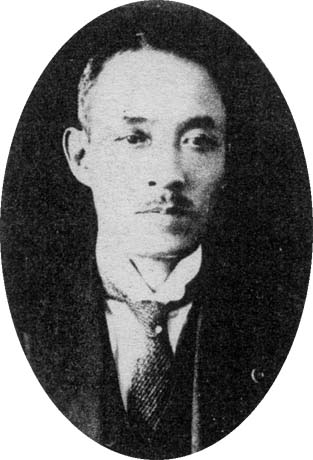
菊沢季麿

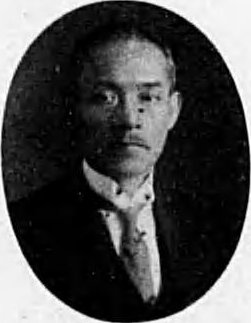
菊沢季麿

菊沢 季麿（きくざわ すえまろ、1885年（明治18年）9月1日 - 1936年（昭和11年）11月20日）は、日本の文部官僚。旧制浦和高等学校校長。

## 経歴
滋賀県に華房誓因の四男として生まれ、菊沢保孝の養子となった。1913年（大正2年）、東京帝国大学法科大学独法科を卒業し、高等文官試験に合格した。鳥取県理事官、東北帝国大学事務官、文部事務官、同書記官・東京帝国大学書記官兼秘書官、文部省宗教局長・大臣官房秘書課長を歴任した後、浦和高等学校校長となった。